# Engels-Manipurese Oorlog
De Engels-Manipurese Oorlog begon na een paleisrevolte. In 1890 werd Kulachandra koning van Manipur. Hij werd al snel onder druk gezet door Engeland. Hij moest namelijk zijn jongere broer Tikendrajit arresteren. De koning weigerde dit echter. 

## De paleisrevolte
Na de dood van koning Chandrakirti nam Surchandra de troon over. Surchandra was de oudste van vier broers en zes zusters. Al snel ontstonden er onenigheiden, ruzies en wantrouwen in het koningshuis van Manipur. De indirecte oorzaak voor de revolutie was dat koning Surchandra zijn jonge broer Zilangamba verbood om in de durbar of raad te zitten. Op 22 september 1890 werd koning Surchandra door zijn vier broers, Kulachandra, Zilangamba, Angousana en Tikendrajit afgezet. Nadat de koning was afgezet, werd op 23 september 1890 Kulachandra de nieuwe koning. Hij stond voor een lastige klus. Het Britse rijk wilde alleen Kulachandra erkennen als koning als hij Tikendrajit arresteerde. Hij weigerde dat. Sinds het Yandaboe-akkoord kreeg Engeland veel invloed in Manipur. Trikendrajit wilde juist dat zijn land onafhankelijk werd van deze Britse invloedssfeer. Na aandringende arrestatieverzoeken van de ambassadeur en eerste minister Grimwood raakte het geduld langzaam op. Het conflict breidde zich uit toen gouverneur lord Landsdown van India er zich in mengde. Hij gaf J.W Quinton, gouverneur van de buurstaat Assam, de opdracht om Tikendrajit te arresteren. Hij vertrok met 400 man naar het paleis van Tikendrajit, maar dat was verlaten. Op 22 maart 1891 ging J.W. Quinton naar het paleis van koning om het verzoek te herhalen. Het gesprek liep echter uit op niets.         

## De oorlog
Quinton waagde nu een tweede poging om Tikendrajit te arresteren. Hij ging met zijn leger naar zijn paleis en viel het vervolgens aan. Er wordt een heuse strijd gevoerd. De dag daarna verklaarde het Britse rijk Manipur openlijk de oorlog. De aanleiding aan de Engelse kant was, dat er in het paleis Britse officiers waren gedood. Drie troepenmachten vanuit drie kanten werden gestuurd om de hoofdstad Imphal te veroveren. Manipur zag machteloos toe en op 27 april gaf het zich over aan het Britse rijk. Op 13 augustus 1891 werd Tikendrajit opgehangen en koning Kulachandra werd verbannen naar een gevangeniskamp waar hij tot levenslang werd veroordeeld. 13 augustus is nu een nationale feest- en gedenkdag.

## Na de oorlog
Na de oorlog werd Manipur bij verrassing slechts gedeeltelijk geannexeerd en mocht het een prinsenstaat blijven. Op 22 september 1892 werd de nieuwe koning Churachand (8 jaar) gekroond. Hij zou o.l.v de Britse eerste minister Maxwell het land besturen. In 1907 overhandigde  Maxwell de volledige bestuurtaken aan de jonge koning.